# Kui Yuanyuan
Kui Yuanyuan (China, 23 de junio de 1981) es una gimnasta artística china, especialista en el ejercicio de suelo con el que ha llegado campeona del mundo en 1996.

## Carrera deportiva
En el Mundial que tuvo lugar en San Juan (Puerto Rico) en 1996 gana la medalla de oro en la prueba de suelo, empatada con la rumana Gina Gogean, ambas por delante de otra rumana Lavinia Milosovici y de la ucraniana Liubov Sheremeta, estas dos últimas empatadas a su vez en el bronce.
En el Mundial celebrado en Lausana (Suiza) en 1997 ganó la medalla de bronce en la viga de equilibrio, tras la rumana Gina Gogean y la rusa Svetlana Khorkina (plata); asimismo consiguió el bronce en el concurso por equipos —tras Rumania y Rusia— siendo sus compañeras de equipo: Liu Xuan, Duan Zhou, Meng Fei, Bi Wenjing y Mo Huilan.